# Марранди, Хейно Рейнович
Хе́йно Ма́рранди (эст. Heino Marrandi, 2 мая 1911 — 29 августа 1989) — советский и эстонский сельскохозяйственный деятель. Долгое время руководил одним из самых успешных колхозов ЭССР — колхозом «Эстония».

## Биография
Место рождения (согласно административному делению советского времени): Эстонская ССР, Пайдеский район, с/с Ойзу, деревня Мустла (ныне — уезд Ярвамаа, Эстония).
Образование: 6 классов школы.
С 1928 года работал на лесозаготовительных и мелиоративных работах.
В 1944—1945 служил в РККА, участник войны.
В 1949—1989 годах —- председатель колхоза «Эстония» Пайдеского района. Работая на этой должности, получил целый ряд наград и почётных званий. В 1954—1962 годах —- депутат Верховного Совета СССР 4-го и 5-го созывов.

## Награды и премии
- 1958 — Герой Социалистического Труда и орден Ленина
- 1971 — Орден Октябрьской Революции
- 1973 — второй орден Ленина
- 1982 — Государственная премия Эстонской ССР
- 1986 — Заслуженный работник сельского хозяйства Эстонской ССР

## Семья
Сын — Яанус Марранди (эст. Jaanus Marrandi), эстонский политик, министр сельского хозяйства Эстонии (2002–2003) и депутат Рийгикогу.